# Euroleague Basketball 2004-2005
L'Eurolega di pallacanestro 2004-2005 ha visto la vittoria, per il secondo anno consecutivo, del Maccabi Tel Aviv. Anthony Parker venne nominato MVP della regular season, e Šarūnas Jasikevičius, MVP delle Final Four.

## Squadre partecipanti
| Spagna - Barcellona - Estudiantes - Real Madrid - Saski Baskonia - Málaga | Italia - Fortitudo Bologna - Mens Sana Siena - Pall. Treviso - V.L. Pesaro | Grecia - AEK Atene - Olympiakos - Panathīnaïkos | Francia - ASVEL - Pau-Lacq-Orthez | Turchia - Efes Pilsen - Ülkerspor |
| Croazia - Cibona Zagabria                                                 | Germania - Skyl. Francoforte                                               | Israele - Maccabi Tel Aviv                      | Lituania - Žalgiris Kaunas        | Polonia - Sopot                   |
| Russia - CSKA Mosca                                                       | Serbia e Montenegro - Partizan                                             | Slovenia - Olimpija Lubiana                     |                                   |                                   |

## Regular Season

### Gruppo A
|    | Squadra            | Pld | W  | L  | PF   | PA   | Diff |
| -- | ------------------ | --- | -- | -- | ---- | ---- | ---- |
| 1. | Climamio Bologna   | 14  | 12 | 2  | 1199 | 1103 | +96  |
| 2. | Efes Pilsen        | 14  | 12 | 2  | 1080 | 934  | +145 |
| 3. | Cibona Zagabria    | 14  | 8  | 6  | 1172 | 1037 | +47  |
| 4. | Real Madrid        | 14  | 7  | 7  | 1056 | 1020 | +36  |
| 5. | Prokom Trefl Sopot | 14  | 7  | 7  | 981  | 1028 | −47  |
| 6. | Estudiantes Madrid | 14  | 4  | 10 | 1074 | 1109 | −35  |
| 7. | Olympiacos         | 14  | 4  | 10 | 1017 | 1144 | −127 |
| 8. | Partizan Belgrado  | 14  | 2  | 12 | 1030 | 1146 | −116 |

### Gruppo B
|    | Squadra            | Pld | W  | L  | PF   | PA   | Diff |
| 1. | Maccabi Tel Aviv   | 14  | 10 | 4  | 1324 | 1189 | +135 |
| 2. | FC Barcelona       | 14  | 9  | 5  | 1071 | 1045 | +26  |
| 3. | Žalgiris Kaunas    | 14  | 8  | 6  | 1185 | 1180 | +5   |
| 4. | AEK Atene          | 14  | 7  | 7  | 1102 | 1106 | −4   |
| 5. | Montepaschi Siena  | 14  | 7  | 7  | 1105 | 1049 | +56  |
| 6. | Scavolini Pesaro   | 14  | 7  | 7  | 1116 | 1168 | −52  |
| 7. | Olimpija Lubiana   | 14  | 6  | 8  | 1040 | 1058 | −18  |
| 8. | ASVEL Villeurbanne | 14  | 2  | 12 | 973  | 1121 | −148 |

### Gruppo C
|    | Squadra               | Pld | W  | L  | PF   | PA   | Diff |
| 1. | CSKA Mosca            | 14  | 14 | 0  | 1191 | 1074 | +117 |
| 2. | Panathinaikos         | 14  | 8  | 6  | 1126 | 1061 | +65  |
| 3. | Benetton Treviso      | 14  | 8  | 6  | 1039 | 986  | +53  |
| 4. | Ülkerspor             | 14  | 7  | 7  | 1030 | 987  | +43  |
| 5. | TAU Cerámica          | 14  | 6  | 8  | 1149 | 1146 | +3   |
| 6. | Unicaja Málaga        | 14  | 6  | 8  | 1030 | 1024 | +6   |
| 7. | Francoforte Skyliners | 14  | 4  | 10 | 996  | 1137 | −141 |
| 8. | Pau-Orthez            | 14  | 3  | 11 | 1070 | 1216 | −146 |

## Top 16

### Gruppo D
|    | Squadra           | Pld | W | L | PF  | PA  | Diff |
| -- | ----------------- | --- | - | - | --- | --- | ---- |
| 1. | Maccabi Tel Aviv  | 6   | 6 | 0 | 513 | 427 | +86  |
| 2. | Ülkerspor         | 6   | 3 | 3 | 434 | 469 | -35  |
| 3. | Montepaschi Siena | 6   | 2 | 4 | 470 | 462 | +8   |
| 4. | Cibona Zagabria   | 6   | 1 | 5 | 430 | 489 | −59  |

### Gruppo E
|    | Squadra          | Pld | W | L | PF  | PA  | Diff |
| -- | ---------------- | --- | - | - | --- | --- | ---- |
| 1. | CSKA Mosca       | 6   | 5 | 1 | 515 | 450 | +65  |
| 2. | Scavolini Pesaro | 6   | 3 | 3 | 467 | 492 | -25  |
| 3. | FC Barcelona     | 6   | 2 | 4 | 463 | 478 | −15  |
| 4. | Real Madrid      | 6   | 2 | 4 | 477 | 502 | −25  |

### Gruppo F
|    | Squadra             | Pld | W | L | PF  | PA  | Diff |
| -- | ------------------- | --- | - | - | --- | --- | ---- |
| 1. | Panathinaikos Atene | 6   | 4 | 2 | 480 | 450 | +30  |
| 2. | TAU Cerámica        | 6   | 4 | 2 | 526 | 483 | +43  |
| 3. | Climamio Bologna    | 6   | 4 | 2 | 471 | 479 | −8   |
| 4. | Žalgiris Kaunas     | 6   | 0 | 6 | 457 | 522 | −65  |

### Gruppo G
|    | Squadra            | Pld | W | L | PF  | PA  | Diff |
| -- | ------------------ | --- | - | - | --- | --- | ---- |
| 1. | Benetton Treviso   | 6   | 4 | 2 | 447 | 385 | +62  |
| 2. | Efes Pilsen        | 6   | 4 | 2 | 424 | 377 | +47  |
| 3. | AEK Atene          | 6   | 4 | 2 | 436 | 427 | +9   |
| 4. | Prokom Trefl Sopot | 6   | 0 | 6 | 387 | 505 | −118 |

## Quarti di finale
|        |                  | Punteggio |                  | Luogo                  | Data          |
| ------ | ---------------- | --------- | ---------------- | ---------------------- | ------------- |
| Gara 1 | Maccabi Tel Aviv | 88 - 60   | Scavolini Pesaro | Nokia Arena, Tel Aviv  | 5 aprile 2005 |
| Gara 2 | Scavolini Pesaro | 100 - 103 | Maccabi Tel Aviv | Adriatic Arena, Pesaro | 7 aprile 2005 |

|        |            | Punteggio |            | Luogo                       | Data          |
| ------ | ---------- | --------- | ---------- | --------------------------- | ------------- |
| Gara 1 | CSKA Mosca | 88 - 74   | Ülkerspor  | CSKA USH, Mosca             | 5 aprile 2005 |
| Gara 2 | Ülkerspor  | 64 - 82   | CSKA Mosca | Abdi İpekçi Arena, Istanbul | 7 aprile 2005 |

|        |               | Punteggio |               | Luogo                       | Data           |
| ------ | ------------- | --------- | ------------- | --------------------------- | -------------- |
| Gara 1 | Panathinaikos | 102 - 96  | Efes Pilsen   | O.A.K.A., Amarousio         | 6 aprile 2005  |
| Gara 2 | Efes Pilsen   | 75 - 63   | Panathinaikos | Abdi İpekçi Arena, Istanbul | 8 aprile 2005  |
| Gara 3 | Panathinaikos | 84 - 76   | Efes Pilsen   | O.A.K.A., Amarousio         | 14 aprile 2005 |

|        |                  | Punteggio |                  | Luogo                         | Data          |
| ------ | ---------------- | --------- | ---------------- | ----------------------------- | ------------- |
| Gara 1 | Benetton Treviso | 59 - 98   | TAU Cerámica     | PalaVerde, Villorba           | 5 aprile 2005 |
| Gara 2 | TAU Cerámica     | 66 - 64   | Benetton Treviso | Fernando Buesa Arena, Vitoria | 7 aprile 2005 |

## Final Four

### Semifinali
|  | Maccabi Tel Aviv | 91 – 82 | Panathinaikos | Olimpijskij Arena, Mosca | 6 maggio 2005 |

|  | CSKA Mosca | 78 – 85 | TAU Cerámica | Olimpijskij Arena, Mosca | 6 maggio 2005 |

### Finale 3º/4º posto
|  | CSKA Mosca | 91 – 94 | Panathinaikos | Olimpiisky Arena, Mosca | 8 maggio 2005 |

### Finale 1º/2º posto
|  | Maccabi Tel Aviv | 90 – 78 | TAU Cerámica | Olimpijskij Arena, Mosca | 8 maggio 2005 |

| Eurolega 2004-2005         |
| -------------------------- |
| Maccabi Tel Aviv 5º titolo |

## Formazione vincitrice
| N° | Naz.                   | Ruolo | Sportivo             |  | Alt. |  |
| -- | ---------------------- | ----- | -------------------- |  | ---- |  |
| 4  | Israele (bandiera)     | P     | Regev Fanan          |  | 183  |  |
| 5  | Stati Uniti (bandiera) | AG    | Maceo Baston         |  | 211  |  |
| 6  | Stati Uniti (bandiera) | P     | Derrick Sharp        |  | 183  |  |
| 7  | Croazia (bandiera)     | C     | Nikola Vujčić        |  | 211  |  |
| 8  | Stati Uniti (bandiera) | G     | Anthony Parker       |  | 198  |  |
| 9  | Israele (bandiera)     | AG    | Gur Shelef           |  | 200  |  |
| 10 | Israele (bandiera)     | G     | Tal Burstein         |  | 198  |  |
| 11 | Israele (bandiera)     | G     | Yotam Halperin       |  | 196  |  |
| 12 | Israele (bandiera)     | G     | Assaf Dotan          |  | 193  |  |
| 13 | Lituania (bandiera)    | P     | Šarūnas Jasikevičius |  | 193  |  |
| 20 | Grecia (bandiera)      | AP    | Nestoras Kommatos    |  | 203  |  |
| 25 | Stati Uniti (bandiera) | AG    | Deon Thomas          |  | 204  |  |
| 41 | Israele (bandiera)     | C     | Yaniv Green          |  | 206  |  |
|    | Israele (bandiera)     | All.  | Pini Gershon         |  |      |  |

## Premi

### Riconoscimenti individuali
- Euroleague MVP:  Anthony Parker,  Maccabi Tel Aviv
- Euroleague Final Four MVP:  Šarūnas Jasikevičius,  Maccabi Tel Aviv
- Rising Star Trophy:  Erazem Lorbek,  Climamio Bologna
- Euroleague Best Defender:  Dīmītrīs Diamantidīs,  Panathinaikos
- Alphonso Ford Trophy:  Charles Smith,  Scavolini Pesaro
- Aleksandr Gomel'skij Coach of the Year:  Pini Gershon,  Maccabi Tel Aviv
- Euroleague Club Executive of the Year:  José Antonio Querejeta,  TAU Ceramica

### Quintetti ideali
- All-Euroleague First Team:
  -  Šarūnas Jasikevičius,  Maccabi Tel Aviv
  -  Arvydas Macijauskas,  TAU Cerámica
  -  Anthony Parker,  Maccabi Tel Aviv
  -  David Andersen,  CSKA Mosca
  -  Nikola Vujčić,  Maccabi Tel Aviv
- All-Euroleague Second Team:
  -  Jaka Lakovič,  Panathinaikos
  -  Marcus Brown,  CSKA Mosca
  -  Charles Smith,  Scavolini Pesaro
  -  Luis Scola,  TAU Ceramica
  -  Tanoka Beard,  Zalgiris Kaunas